# خريطة بيوتينجر

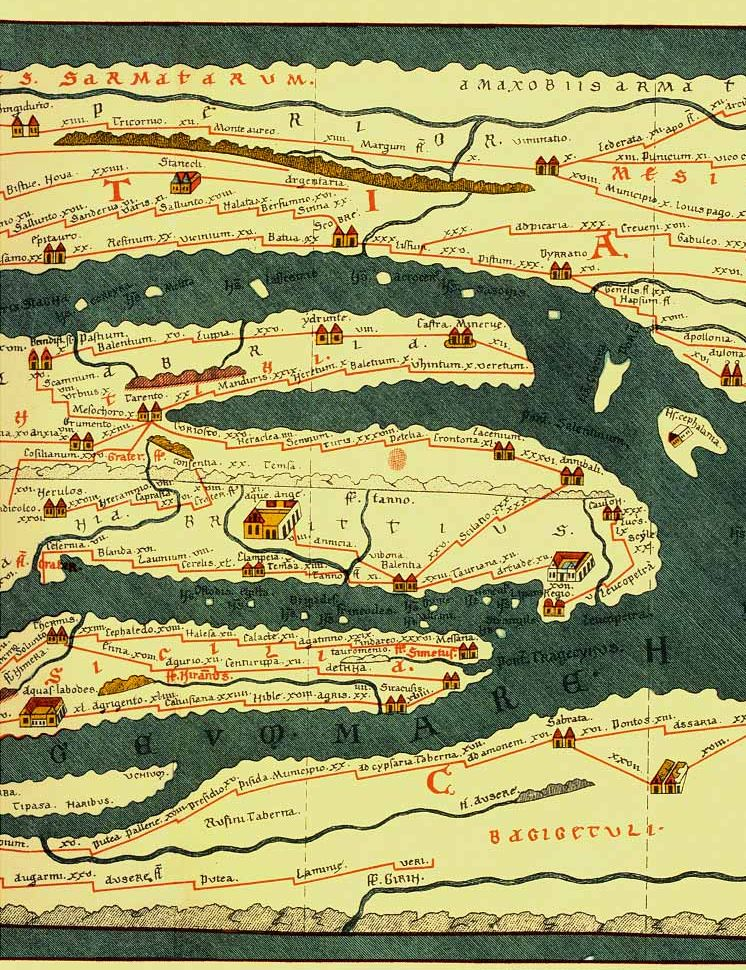
جزء من اللوحة البيوتينغرية -- من الأعلى إلى الأسفل : الساحل الدلماسي ، البحر الأدرياتي ، جنوب إيطاليا ، صقلية ، وساحل البحر المتوسط في أفريقيا

اللوحة البويتينغرية أو لوحة بوتنجر (Tabula Peutingeriana) هي نسخة من القرن الثالث عشر لخريطة رومانية قديمة تبين الطرق الإمبراطورية العسكرية. تحمل اسم الإنساني وجامع التحف كونراد بويتينغر الذي ورثها عن صديقه كونراد بيكل، أراد بويتينغر نشر هذه الخريطة، لكنه توفي قبل أن يتمكن من ذلك.